# Chris Claremont
Chris Claremont   (Londres, 25 de novembre de 1950) és un escriptor de còmic i novel·lista nascut a Anglaterra però criat als Estats Units d'Amèrica, principalment conegut per la seva primera etapa a Uncanny X-Men (1975-1991), molt més llarga que la de qualsevol altre escriptor a la col·lecció, que destaca pel desenvolupament de personatges femenins forts i la introducció de temes literaris complexos en narratives de superherois, convertint el còmic en una de les sèries més famoses de Marvel.
Durant la seva estada a Marvel, Claremont va co-crear nombrosos personatges de X-Men, com Rogue, Psylocke, Kitty Pryde, Mystique, Emma Frost, Jubilee, Rachel Summers, Cannonball, Mirage (Danielle Moonstar), Wolfsbane, Karma, Cypher, Sabretooth, Sebastian Shaw, Legion, Gateway, Mister Sinister, Marauders, Captain Britain, Sunspot, Forge i Gambit. Claremont va escriure moltes històries considerades clàssiques, entre elles "The Dark Phoenix Saga" i "Days of Future Past", en què va col·laborar amb John Byrne. Va desenvolupar el personatge de Wolverine convertint-lo en un dels favorit dels fanàtics. X-Men nº1, l'estrena de la sèrie derivada de 1991 que Claremont va escriure amb Jim Lee, segueix sent el més venut de tots els temps, segons el Guinness World Records. El 2015, Claremont i el seu col·laborador de X-Men, John Byrne, van ingressar al Saló de la Fama del Premi Will Eisner.

## Primers anys de vida
Claremont va néixer a Londres, Anglaterra, fill d'un pare internista i mare pilot i proveïdora. Claremont és jueu pel costat de la seva mare i va viure en un Quibuts a Israel durant la seva joventut. La seva família es va traslladar als Estats Units quan tenia tres anys, i va ser criat principalment a Long Island. Alienat pels suburbis orientats als esports, la seva àvia va comprar per a ell una subscripció a Eagle quan era nen, i va créixer llegint Dan Dare, trobant-los més emocionants que els comics Batman i Superman dels anys 50 i principis dels 60. Va llegir obres d'escriptors de ciència-ficció com Robert Heinlein, així com escriptors d'altres gèneres com Rudyard Kipling i C. S. Forester.

## Carrera

### Còmics

#### 1969-1991

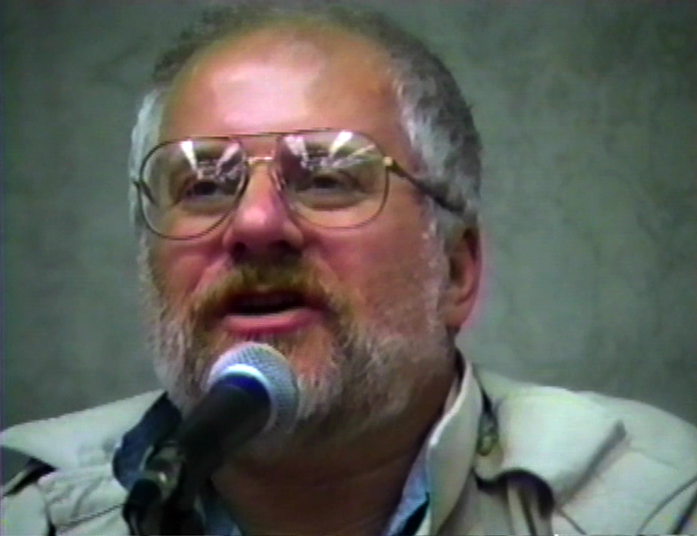
Chris Claremont a una convenció del còmic a la ciutat de Nova York al voltant de 1990.

Claremont inicialment no va veure la indústria dels còmics com el lloc on faria la seva carrera, ja que creia que la disminució dels lectors era un senyal que la indústria estava morint, i trobava que el material que es publicava era poc interessant. En canvi, quan va començar a Bard College, ho va fer com a teòric polític, estudiant teoria i actuacions polítiques, i va escriure novel·les amb l'esperança de ser director. La seva primera venda professional va ser una història de prosa. Es va graduar el 1972.
La carrera de Claremont va començar el 1969 com a estudiant universitari, quan va ser contractat com assistent editorial de Marvel Comics, durant el qual va ser acreditat per la trama de The X-Men #59, escrit per Roy Thomas (amb data de portada d'agost de 1969). Thomas més tard va assignar a Claremont la seva primera tasca de guió professional, a la sèrie de Daredevil (en aquella època co-protagonitzat per la Vídua Negra) nº 102 (agost de 1973). La seva primera sèrie regular va ser War is Hell a partir del nº9 (octubre de 1974), sèrie que va escriure fins al seu tancament al número 15 (octubre de 1975) seguida pel serial Iron Fist a Marvel Premiere a partir del número 23 (agost de 1975). Dos números més tard se li va unir l'artista John Byrne. L'equip de Claremont / Byrne va continuar treballant junt quan el personatge va rebre la seva pròpia sèrie homònima el novembre de 1975, que va durar 15 números.
Un dels primers nous personatges creats per Claremont va ser Jamie Madrox, the Multiple Man a Giant-Size Fantastic Four #4 (febrer de 1975). El director editorial de Marvel de l'època, Len Wein, va reconèixer l'entusiasme de Claremont pels nous X-Men que Wein i Dave Cockrum havien creat el 1975 i el va contractar per fer-se càrrec de la sèrie a partir del número # 94 (maig de 1975). Claremont va desenvolupar els personatges examinant els seus motius, desitjos i personalitats individuals, el que va generar una reacció positiva immediata per part dels lectors. Segons l'ex-editor en cap Marvel Bob Harras, "El va viure i ho va respirar. Escrivia paràgrafs complets sobre el que portaven les persones. Realment va arribar als pensaments, les esperances i els somnis d'aquestes persones ". Claremont va adquirir una reputació de prendre's un llarg temps per resoldre les trames. La que va ser durant molt temps editora de The Uncanny X-Men, Louise Simonson explicava que cada vegada que a ell li faltaven idees, "tot el que havia de fer era passar per tots els fils de la trama que havia deixat durant l'últim o els dos últims anys".
Claremont va presentar nous personatges de suport a la sèrie The X-Men, incloent Moira MacTaggert en el número 96 i Lilandra Neramani en el número 97. Jean Grey també conegut Marvel Girl, una de les primeres heroïnes femenines de Marvel, va experimentar una gran transformació en l'omnipotent Phoenix (posteriorment altres autors van establir que eren personatges diferents, en contra de les seves intencions). Al número 107 (octubre 1977) va introduir als Starjammers, i va suposar la sortida temporal de l'artista Dave Cockrum. Claremont començava així la seva col·laboració a la col·lecció amb l'artista John Byrne en el següent número, després que aquest quedés lliure pel tancament d'Iron Fist.
En aquest període, Claremont encara compagina The X-Men amb altres sèries sense relació amb els mutants, com John Carter, Warlord of Mars (1978-1979) o el volum 2 de Man-Thing (1980-1981).
Durant els seus 17 anys com escriptor de X-Men, Claremont va escriure o co-escriure moltes històries clàssiques de X-Men, com "The Dark Phoenix Saga" i "Days of Future Past". Els escriptors i historiadors de còmics Roy Thomas i Peter Sanderson van observar que "The Dark Phoenix Saga" va suposar per a Claremont i Byrne, el mateix que la trilogia de presentació de Galactus per Stan Lee i Jack Kirby: és una fita en la història de Marvel, mostrant el treball dels seus creadors a l'altura de les seves habilitats". L'historiador de còmics Les Daniels va assenyalar que "la història controvertida va crear una sensació i The X-Men es va convertir en el còmic que s'havia de llegir". El 2010 Comics Bulletin va situar l'etapa de Claremont i Byrne a The X-Men segona a la seva llista de "Top 10 1970s Marvels".
Claremont i l'artista Frank Miller van crear una sèrie limitada de Wolverine l'any 1982. Amb l'artista Walt Simonson, Claremont va produir The Uncanny X-Men i The New Teen Titans en 1982, un creuament entre els títols més destacats de Marvel i DC. The New Mutants van ser introduïts per Claremont i Bob McLeod. La història del seu debut (inicialment prevista com primer número de la seva col·lecció) es va publicar a Marvel Graphic Novel # 4 (desembre de 1982) continuant en la seva pròpia sèrie que va començar a publicar-se poc després. La segona pel·lícula de X-Men es va basar en la seva novel·la gràfica X-Men, God Loves, Man Kills.
A més del seu treball a X-Men i les seves sèries derivades, Claremont va escriure Marvel Team-Up, Spider-Woman i Ms. Marvel durant aquest temps. Amb i l'artista John Bolton van crear el personatge Marada the She-Wolf el 1981. Les històries de Claremont per a Marvel Team-Up van incloure al repartiment del Saturday Night Live de la NBC al número # 74 (octubre de 1978) i la introducció de Karma, un personatge que, posteriorment, formaria part de The New Mutants, al número 100 (desembre de 1980). Claremont va ajudar a llançar el títol de Marvel Fanfare al març de 1982.
Claremont va crear amb diferents dibuixants nombrosos personatges femenins importants de X-Men, incloent Rogue, Psylocke, Mariko Yashida, Kitty Pryde, Mystique, Emma Frost, Siryn, Rachel Summers, Madelyne Pryor i Jubilee. També va crear personatges masculins destacats com Sabretooth, Pyro, Avalanche, Captain Britain, Forge, Mister Sinister i Gambit.
Claremont va començar diversos spin-offs de X-Men, començant amb The New Mutants el 1982 i seguint per Excalibur i Wolverine, en 1987 i 1988, respectivament. En el cas de Wolverine, prèviament va escriure un serial amb episodis de vuit pàgines a la col·lecció Marvel Comics Presents. Els creuaments de sèries relacionades amb els X-Men durant la segona meitat d'aquesta primera etapa a la sèrie inclouen "Mutant Massacre","Fall of the Mutants", i "X-Tinction Agenda ". El 1991, Marvel va llançar un segon títol de X-Men anomenat simplement X-Men amb Claremont i el dibuixant Jim Lee com coautors. X-Men #1 és el còmic book més venut de tots els temps, amb vendes de més de 8,1 milions de còpies (i prop de 7 milions de dòlars), segons el Guinness World Records, que va presentar honors a Claremont a la Convenció Internacional de Còmics de San Diego. Les xifres de vendes es van generar en part publicant el número amb quatre cobertes variants diferents, que mostraven diferents personatges, un gran nombre dels quals eren comprats pels minoristes, que esperaven aficionats i especuladors que compraria diverses còpies per adquirir una col·lecció completa de les portades, que formaven una gran il·lustració. Posteriorment es va publicar una cinquena portada, que incloïa les altres quatre. Claremont va deixar la sèrie després del primer arc de la història de tres números, a causa dels enfrontaments amb l'editor Bob Harras.

#### Des del 1992
A la dècada de 1990, Claremont va diversificar el treball dels còmics, quan va escriure per a altres editors i va escriure obres propietat seves com a creador. Al desembre de 1991, va enviar artista Whilce Portacio una proposta per il·lustrar un projecte seu, The Huntsman, com un projecte de propietat del creador, i quan es la nova editorial Image Comics es va anunciar el 1992, Claremont va ser nomenat com un dels seus fundadors. No obstant això, el projecte es va cancel·lar quan Portacio va decidir fer Wetworks. Claremont va intentar trobar un altre artista per a la sèrie, però tots aquells en els quals s'interessava estaven dibuixar X-Men o tenien els seus propis projectes amb Image i, per tant, finalment no es va convertir en un dels fundadors de Image. El 1992 va escriure la novel·la gràfica Star Trek: Debt of Honor (Deute d'honor), que va ser il·lustrat per Adam Hughes.
El 1993 va començar a escriure la minisèrie de 12 números Aliens/Predator: Deadliest of the Species per a Dark Horse Comics, que es va acabar el 1995. Aquest any, però, va reduir la seva producció de còmics, ja que es va centrar en escriure novel·les, citant la frustració amb què la indústria del còmic havia estat dominada per dibuixants i editors. El 1994 va escriure els números 10-13 de la sèrie de Jim Lee i Brandon Choi, Wildcats a Image Comics, en el qual finalment va presentar el seu personatge com creador i propietari, Huntsman.
El 1995 Claremont va començar a escriure la sèrie de propietat, Sovereign Seven, que va ser publicada per DC Comics, de 36 números fins a 1998. Stan Lee va entrevistar Claremont per a l'episodi 7 de la sèrie documental 1991-92 The Comic Book Greats.
El 1998 Claremont va tornar a Marvel com a director i escriptor habitual de Fantastic Four. També va escriure un arc argumental de la sèrie Wolverine, en el qual va casar al personatge amb Viper. El 2000, com a part de l'esdeveniment "Revolution" de la companyia, va escriure Uncanny X-Men i X-Men fins que es va traslladar a X-Treme X-Men amb el dibuixant Salvador Larroca. Va tornar a Uncanny X-Men una altra vegada per dos anys a partir de 2004, alhora que es va unir amb el seu antic col·laborador i artista d' Excalibur, Alan Davis.
En 2004 Claremont va ser co-escriptor en els números # 94-99 de JLA, l'arc de la història "Tenth Circle" per DC Comics, que el va reunir amb el seu antic artista de Uncanny X-Men, John Byrne, amb Jerry Ordway com entintador.
El 2007 Claremont va escriure New Excalibur, escrivint un arc de la història en el qual el personatge Nocturne va patir una apoplexia, com la que ell mateix havia patit poc abans, i va utilitzar el personatge per reflectir la seva pròpia experiència. També va escriure Exiles, on va incorporar Psylocke a l'equip.
El 2008 Claremont va escriure la miniserie GeNEXT, seguida de la seqüela del 2009, GeNext: United. Va ser l'escriptor d'una sèrie X-Men Forever establida en un univers alternatiu on continua la història del grup on la va deixar originalment al 1991 amb les idees que tenia llavors per continuar la sèrie. El 2010, Claremont va col·laborar amb l'artista italià de dibuixos animats Milo Manara a una sèrie limitada titulada X-Women, protagonitzat per alguns dels personatges femenins de la sèrie.
A partir de 2014 Claremont estava sota un contracte exclusiu per a Marvel. A l'abril d'aquest any, Marvel va llançar una sèrie Nightcrawler amb Claremont com a escriptor, que va acabar al març de 2015.

#### Estil d'escriptura

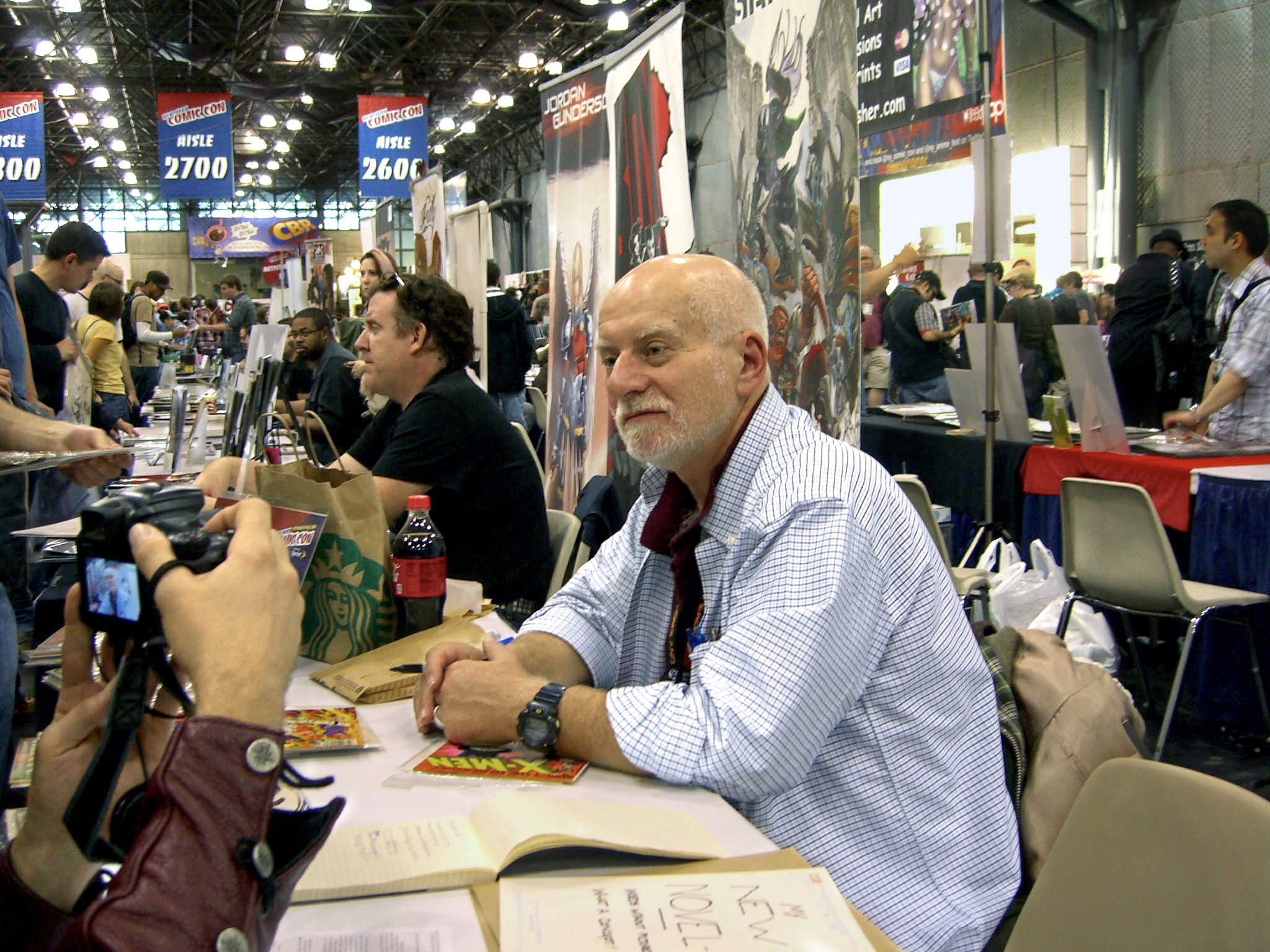
Claremont entrevistat a la Comic Con de Nova York del 2011.

Segons l'escriptor i editor Paul Levitz, les complexes estructures de les històries de Claremont "van tenir un paper fonamental per reunir l'audiència que va permetre que els còmics nord-americans evolucionessin a narracions més madures i sofisticades i a la novel·la gràfica". Una de les directores de Claremont a la sèrie, Louise Simonson, atribueix l'èxit de X-Men al seu enfocament als personatges: "Chris se'ls va prendre molt seriosament. Eren persones reals per a ell."
Com a escriptor de X-Men, Claremont va ser conegut per certes frases característiques, com la frase de Wolverine, "Jo sóc el millor que hi ha al que faig". I el que faig ... no és molt agradable ", que es va associar estretament amb el personatge.
Un article de la revista Slate de 2009 anomenava a Claremont l'"escriptor més fulletonesc dels comics books" (soapiest writer in comic books). Tanmateix, l'article assenyala que "el geni de Chris Claremont és que va fer dels mutants un genèric que reflectia a totes les minories".
Se l'ha criticat per un ús excesiu del text, fent parlar als seus personatges amb llargs pàrrafs que poden resultar forçatos o poc realistes, així com per abusar de la narració omniscient en tercera persona para descriure fets que es podien entendre amb els dibuixos.

### Novel·les i actuació
Al 1987 Claremont va començar escriure novel·les de gènere. El seu primer treball va ser una trilogia de ciència-ficció protagonitzat per la astronauta/pilot de l'USAF Nicole Shea, composta per First Flight (1987), Grounded! (1991) i Sundowner (1994). Claremont va co-escriure la trilogia Chronicles of the Shadow War: Shadow Moon (1995), Shadow Dawn (1996) i Shadow Star (1999), amb George Lucas, qui va continuar la història d'Elora Danan de la pel·lícula Willow. Claremont també va col·laborar a la sèrie d'antologia Wild Cards a la novela One-Eyed Jacks (1991).
Claremont va fer un cameo a l'escena d'obertura de la 2006 pel·lícula X-Men: La decisió final, on és acreditat com "Lawnmower man". Va fer un cameo com membre de comitè del Congress al costat de l'escriptor i antic director de la sèrie i de l'editorial Len Wein a una escena de la pel·lícula X-Men: Days of Future Past.

### Treballs de caritat
L'any 1985 es va implicar en el projecte d'un número especial, titulat Heroes for Hope protagonitzat pels X-Men, per lluitar contra la fam i per la recuperació d'Àfrica, ideat pel dibuixant Berni Wrightson. Aquest va fer arribar la idea, a través del seu amic l'escriptor Jim Starlin, al llavors director editorial Jim Shotter que ho va exposar a l'editor Mike Hobson i al president Jim Galton, que van estar d'acord que si els creadors donaven el seu treball, Marvel podria donar tots els beneficis del llibre a una organització de caritat apropiada. Claremont es va oferir per reclutar escriptors i per ajudar Ann Nocenti a coordinar tot el projecte.
A desembre 2010 Claremont va aparèixer a una signatura de llibre a la llibreria Bords Books a Penn Plaza de Manhattan com a part d'una sèrie d'esdeveniments a tot el país per commemorar el Dia Mundial de la Sida, amb el 25% del producte dels llibres venuts a l'esdeveniment donat a Lifebeat, una organització sense ànim de lucre que educa els joves sobre la prevenció del VIH.
Al juliol de 2011, Claremont va signar una donació a la Rare Book & Manuscript Library de la Universitat de Colúmbia dels seus arxius de tots els seus grans projectes d'escriptura durant els últims 40 anys a la col·lecció d'arxius còmics de la Biblioteca, que forma la base d'una col·lecció de recerca centrada a dibuixants i escriptors de còmics a la ciutat de Nova York. Els materials, que inclouen quaderns, correspondències, esborranys de primeres històries, obres de teatre, novel·les, còmics i materials de la formació inicial de Claremont al teatre i la seva carrera com a actor, l'arxiu de Claremont. La seva antiga directora a The Uncanny X-Men i The New Mutants, Louise Simonson, va declarar que "els seus articles proporcionaran moltes pistes, no només a la manera en què es creen i presenten els comic-books, sinó també com es perceben, es publiquen, es compren i es venen a Amèrica i arreu del món".
Un simposi anomenat Comic New York es va celebrar del 24 al 25 de març de 2012 a la Low Memorial Library de la Universitat de Colúmbia per celebrar l'esdeveniment, organitzat pel bibliotecari de Novel·les Gràfiques Karen Green, el professor Jeremy Dauber i l'escriptor i director Danny Fingeroth. Una xerrada entre Claremont i Simonson en reconeixement del regal del primer va ser l'esdeveniment principal del simposi, que es va centrar en les històries entrellaçades dels còmics nord-americans i de la ciutat de Nova York, que ha servit tant com a viver per als creadors i com a llar de les dues grans editorials, Marvel i DC. Es van realitzar firmes i debats amb altres creadors, estudiants i acadèmics del mitjà de còmics durant els dos dies. Entre altres hi van assistir Paul Levitz, Al Jaffee, Peter Kuper, Denis Kitchen, Molly Crabapple, John Romita, John Romita Jr., Irwin Hasen, Miss Lasko-Gross i Dean Haspiel.

## Vida personal
A mitjans dels anys setanta, Claremont es va casar amb Bonnie Wilford. Després del seu divorci, es va casar amb Beth Fleisher, amb qui Claremont va ser coescriure Dragon Moon. Fleisher és la cosina (a través del matrimoni) de l'editor Dan Raspler, que va ser l'editor de JLA durant els sis números de l'arc argumental "Tenth Circle" que Claremont i John Byrne van escriure el 2004. Claremont i Fleisher tenen fills bessons.

## Premis
- 1980 Inkpot Award[75]

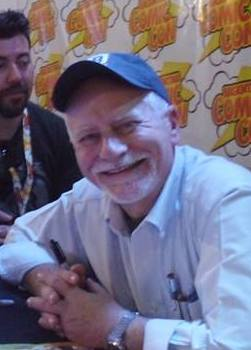
Chris Claremont a l'Argentina Comic-Con 2014.

- 1983 Comics Buyer's Guide Fan Award for Favorite Writer
- 1984 Comics Buyer's Guide Fan Award for Favorite Writer
- 1988 Comics Buyer's Guide Fan Award for Favorite Writer
- 1989 Comics Buyer's Guide Fan Award for Favorite Writer
- 1990 Comics Buyer's Guide Fan Award for Favorite Writer
- 1990 Comics Buyer's Guide Fan Award for Favorite Comic Book Story
- 1992 Comics Buyer's Guide Fan Award for Favorite Graphic Novel or Album for Star Trek: Debt of Honor[76]
- 1979 Eagle Award for Best Comicbook Writer (US)[77]
- 1979 Eagle Award for Favourite Single Story - X-Men #111 – "Mindgames" with John Byrne[77]
- 1979 Eagle Award for Favourite Comicbook - X-Men[77]
- 1979 Eagle Award for Favourite Group or Team - X-Men[77]
- 1980 Eagle Award for Favourite Comicbook Writer[78]
- 1980 Eagle Award for Favourite Continued Comic Story - X-Men #125-128 with John Byrne[78]
- 1980 Eagle Award for Favourite Comicbook - X-Men[78]
- 1980 Eagle Award for Favourite Team - X-Men[78]
- 1984 Eagle Award for Favourite Group or Team (US) - X-Men[79]
- 1986 Eagle Award for Favourite Group or Team (US) - X-Men[80]
- Charles Flint Kellogg Award in Arts and Letters from Bard College 1972[81]

### Guionista
- Aliens/Predator: The Deadliest of the Species #1-12
- Amazing Adventures vol.4 #1
- Avengers vol.1 #102
- Avengers Annual #10
- Big Hero 6 #1-5
- Bizarre Adventures #25, 27
- The Black Dragon #1-6
- Black Goliath #2-5
- Calvin and Hobbes
- Captain America vol.1 #237, 258
- Captain Britain vol.1 #1-10
- Captain Marvel vol.1 #46
- Champions #4
- Chaos War #1-2
- Classic X-Men #1-45
- Contest of Champions II #1-5
- Daredevil vol.1 #102, 117, 375
- Daredevil Annual #4
- Deadly Hands of Kung Fu #19-24, 32-33
- Decimation: House of M - The Day After
- The Defenders vol.1 #19, 57
- Dr. Strange vol.2 #38-45
- Epic Illustrated #10-12, 18, 22-23
- Excalibur vol.1 #1-19, 21-25, 27, 32-34
- Excalibur vol. 3 #1-14
- Excalibur Mojo Mayhem
- Excalibur Special Editon
- Exiles vol.1 #90-100
- The Fantastic 4th Voyage of Sinbad
- Fantastic Four vol.3 #4-32
- Fantastic Four Annual 1999, 2000
- Fantastic Four vs. X-Men #1-4
- Gambit and Bishop: Sons of the Atom Genesis
- GeNext #1-5
- Giant Sized Spider-Man #1
- Giant-Size Defenders #5
- Giant-Size Dracula #2-3
- Giant-Size Ms. Marvel #1
- Giant-Size Spider-Woman #1
- Giant-Size Super Stars Featuring Fantastic Four #4
- Giant-Size X-Men #4
- Haunt of Horror vol.2 #5
- Heroes for Hope
- Heroes Reborn Ashema 1
- Heroes Reborn Doom 1
- Heroes Reborn Doomsday 1
- The Incredible Hulk vol.2 #148, 170
- Incredible Hulk Annual #5
- Iron Fist vol.1 #1-15
- Iron Man Annual 2001
- John Carter, Warlord of Mars #16-27
- John Carter, Warlord of Mars Annual #3
- Justice League of America #94-99
- King-Size Conan #1
- Kitty Pryde and Wolverine #1-6
- Magik vol.1 #1-4
- Magneto #0
- Magneto Ascendent #1
- Man-Thing vol.2 #4-8, 10-11
- Marvel Age Annual #4
- Marvel Chillers #4
- Marvel Classics Comics Series Featuring #14, 17
- Marvel Comics Presents #1-10
- Marvel Fanfare vol.1 #1-5, 24, 33, 40
- Marvel Graphic Novel #4-5, 21
- Marvel Premiere #23-25, 27
- Marvel Preview #3-4, 7, 11, 14-15
- Marvel Spotlight vol.1 #24
- Marvel Super-Heroes vol.3 #10-11
- Marvel Team-Up vol.1 #57-70, 74-77, 79-86, 88-89, 100, 135
- Marvel Team-Up Annual #1-2
- Marvel Two-In-One #9-10
- Mekanix #1-6
- Merry X-Men Holiday Special
- The Mighty Thor Annual #9
- Monsters Unleashed #4, 9-10
- Ms. Marvel #3-23
- New Excalibur #1-8
- New Exiles #0-18
- New Exiles Annual #1
- The New Mutants vol.1 #1-54, 63, 81
- The New Mutants Annual #1-3
- New Mutants Forever #1-5
- New Mutants Special Edition #1
- Nightcrawler v4 1-12
- Peter Parker, the Spectacular Spider-Man #11
- Peter Parker Spider-Man Annual 2000
- Phoenix: The Untold Story
- Power Man #47-53
- Power Man Annual #1
- Power Man and Iron Fist #76
- The Pulse: House of M Special Edition
- Rom #17-18
- The Savage Sword of Conan #74
- Solo Avengers #14
- Sovereign Seven #1-36
- Special Edition X-Men
- Spider-Woman (I) #34-46
- Star Wars vol.1 #17, 53-54
- Star Wars Annual vol.1 #1
- Star Wars Weekly #107-115[82]
- Star-Lord Special Edition #1 (escriu unes pàgines noves de còmic introductori presentant una reedició)
- Tales of the Zombie #9
- The X-Men/ The Uncanny X-Men/ Uncanny X-Men #94-279, 381-389, 444-473
- Uncanny X-Men Annual vol.1 #3-12, 14
- Uncanny X-Men Annual vol.2 #1
- Uncanny X-Men/New Teen Titans
- Vampire Tales #6, 9
- War is Hell #9-15
- What if Magneto Had Formed the X-Men with Professor X?
- What if? vol.2 #32
- WildC.A.T.s: Covert Action Teams (vol. 1) #10-13
- Witchblade/Wolverine #1
- Wolverine vo.1 #1-4
- Wolverine vol.2 #1-8, 10, 125 - 128
- X-Factor (I) #65-68
- X-Men #1-3, 100-109, 165
- X-Men/Alpha Flight  vol.1 #1-2
- X-Men Annual 2000
- X-Men Black Sun #1-5
- X-Men Black: Magneto
- X-Men: Die by the Sword #1-5
- X-Men: The End (I) #1-6
- X-Men: The End (II) - Heroes and Martyrs #1-6
- X-Men: The End (III) - Men and X-Men #1-6
- X-Men: The Exterminated
- X-Men Forever vol.2 #1-24
- X-Men Forever vol.3 #1-16
- X-Men Forever Giant-Size
- X-Men: Gold
- X-Men/Micronauts #1-4
- X-Men: Sword of the Braddocks
- X-Men True friends #1-3
- X-Men Unlimited vol.1 #27, 36, 39, 43
- X-Men vs. Hulk #1
- X-Treme X-Men #1-46
- X-Treme X-Men Annual 2001
- X-Treme X-Men: Savage Land #1-4
- X-Treme X-Men X-Pose #1-2

### Articulista
- The All-New, All-Different X-Men Masterworks #1
- Avengers vol.3 #19, 23
- Captain Britain TPB #1
- Deadly Hands of Kung Fu vol.1 #5
- December 2010 Sneak Peeks #1
- Doc Savage vol.2 #1
- Dracula Lives! #2-5, 8
- Epic Illustrated #31
- Essential Marvel Horror #1
- Essential Tales of the Zombie #1
- FOOM #13, 16
- GeNext #1
- The Haunt of Horror vol.2 #2-4
- Heroes #1
- Marvel/DC Collection Crossover Classics TPB (DC Comics / Marvel) #1
- Marvel Graphic Novel #21
- Marvel Masterworks: The Uncanny X-Men 2nd Edition (HC) #4-5
- Marvel Preview #7, 11
- Marvel Previews vol.1 #16, 50, 52
- Marvel Year by Year - A Visual Chronicle (Penguin Random House) #1
- Monsters Unleashed vol.1 #4
- Phoenix: The Untold Story #1
- Planet of the Apes #6
- Star-Lord: The Hollow Crown #1
- Tales of the Zombie vol.1 #2-3, 5-8
- The Uncanny X-Men #375
- Vampire Tales #1-4, 6
- Vampire Tales GN-TPB #1-2
- X-Men Anniversary Magazine (A Marvel Age Special) #1
- X-Men: God Loves, Man Kills - Special Edition #1

### Director (editor) de col·lecció
- Avengers Annual #10
- Captain Marvel: Ms. Marvel Omnibus (HC): A Hero is Born #1
- Essential Ms. Marvel #1
- Fantastic Four TPB: Heroes Return - The Complete Collection #1
- Iron Man vol.3 #14
- Iron Man Omnibus (HC) By Kurt Busiek and Sean Chen #1
- Iron Man Premiere (HC): Revenge of the Mandarin #1
- Iron Man TPB: Heroes Return - The Complete Collection #1
- Marvel Masterworks: Ms. Marvel (HC) #2
- Marvel Masterworks: The Uncanny X-Men 2nd Edition (HC) #7
- Marvel Visionaries (HC): Chris Claremont #1
- Ms. Marvel Epic Collection TPB #2
- True Believers: Captain Marvel - Betrayed! #1
- The Uncanny X-Men Omnibus (HC) #2
- X-Men Firsts #1